# 1801年8月1日の海戦
1801年8月1日の海戦（1801ねん8がつついたちのかいせん、英: Action of 1 August 1801）は、第一次バーバリ戦争中の1801年8月1日、現在のリビア海岸沖にて、アメリカ海軍のスクーナー 「USSエンタープライズ」とトリポリタニアのポラッカ 「トリポリ」の間に起きた一騎討ちである。
このとき交戦した「エンタープライズ」は、アンドリュー・スターレット海軍大尉が艦長を務め、リチャード・デイル海軍准将の指揮する地中海戦隊の一部として、トリポリ・ウィラーヤの海上封鎖に配置されていたものであった。
この海戦に至った発端は「エンタープライズ」がデイルからマルタで物資を集めるよう指示され、派遣されたことにあり、「エンタープライズ」が戦隊から離れて単独でマルタへ向かっている途上において、レイス・マホメット・ラウス提督の指揮する「トリポリ」と遭遇して交戦となったものである。
この海戦において「トリポリ」は頑強に戦い、戦闘は3時間に及んだが、最後はアメリカ海軍に捕獲された。
スターレットは「トリポリ」を捕獲したものの、戦利品として曳航する命令は受けていなかったので、釈放することになった。「エンタープライズ」はマルタへの任務を完遂し、戦隊に戻ったときはデイルから表彰と称賛を受けた。この戦争ではトリポリタニアに対するアメリカ軍初の勝利だったのでアメリカの士気は高まった。対照的に「トリポリ」の敗北を知ったトリポリでは士気が大いに沈んだ。この「エンタープライズ」の勝利にもかかわらず、戦争はさらに4年間決着がつかないまま継続されることになった。

## 背景
アメリカ合衆国は1783年に独立を認知されたことに続き、その初期政権は地中海におけるアメリカ商船の権益を守るため、トリポリ・ウィラーヤに対して通行料（上納金）を支払う手段を選んでいた。トリポリは事実上オスマン帝国の支配下にあったが、実際には外交について自立した状態にあり、地中海を航行する非イスラム教国の船から通行料を取るために、その国に宣戦布告することも辞さなかった。
1801年、アメリカ合衆国に対するトリポリ政府からの通行料要求が著しく増加した。この年からアメリカ合衆国の新しい政権を担うトーマス・ジェファーソンは、その始まりから通行料の支払いに反対であり、支払いを拒否した。その結果、トリポリは、ジェファーソン政権に要求通り通行料を払わせるべく、アメリカ合衆国に宣戦布告し、トリポリの海軍がアメリカ船とその乗組員を捕まえ始めた。アメリカ商船に対するこの攻撃の報せがワシントンD.C.に届くと、ジェファーソン政権はアメリカ海軍にトリポリに対する限定戦争を仕掛ける権限を与え、その戦略の一部として、リチャード・デイル准将の指揮する戦隊がトリポリの海上封鎖のために派遣された。

## 経過

### 戦闘の発生まで
1801年6月の開戦以前から、トリポリの海上封鎖を目的に地中海へ派遣されたデイルの戦隊であったが、開戦に伴う作戦行動によって同年7月までには水が不足し始めていた。デイルは物資を補給するために、アンドリュー・スターレット海軍大尉が艦長を務めるスクーナーの「エンタープライズ」をマルタにあるイギリス海軍基地に派遣した。その間、デイルはトリポリ沖に留まってフリゲート艦の「USSプレジデント」でトリポリの海上封鎖を続けることとした。物資受け取りの指令を受けた「エンタープライズ」は海上封鎖地点を離れてから間もなく、トリポリのクルーザーと思われるものが近くを航行していることに気付いた。「エンタープライズ」は計略としてイギリスの国旗を掲げる偽旗作戦を行っていたため、この船に接近して呼び止めた。呼び止められた船はトリポリのポラッカ「トリポリ」であり、「アメリカ船を探している」と回答した。この時点で「エンタープライズ」は偽旗のイギリス国旗を降ろし、おもむろにアメリカ国旗を掲げて戦闘に突入した。
こうして、トリポリのポラッカとアメリカ海軍のスクーナーによる一騎討ちの幕が切って落とされた。

### 戦闘
偽旗作戦によって先手を取った「エンタープライズ」は、スターレットがアメリカの国旗を揚げてからすぐに「トリポリ」に対してマスケット銃による至近距離からの銃撃を始めた。これに反応した「トリポリ」でも効果の無い舷側砲で反撃を始めた。それに対して「エンタープライズ」も舷側砲の発砲を開始したので、ラウスは交戦を切り上げて逃げようとした。しかし、「トリポリ」は、「エンタープライズ」を撃退することも、また振り切ることもできなかったため、鉤を「エンタープライズ」に引っ掛けて乗り移ろうとした。「エンタープライズ」では、近づいてくる「トリポリ」がマスケット銃の射程に入ると銃撃を行い、乗り移りを失敗させて「トリポリ」を離れさせようとした。「エンタープライズ」は戦いを続け、舷側砲を「トリポリ」に撃ち込んで、船腹に穴を開けた。
大きく損傷した「トリポリ」は、降伏の意思表示をするために国旗を降ろした。「トリポリ」において国旗が降ろされたのを確認した「エンタープライズ」は降伏を受け入れるために「トリポリ」に接近した。しかし、「トリポリ」は再度旗を掲揚して「エンタープライズ」に向かって発砲を始めた。そして「トリポリ」が再度乗り移りを試みると「エンタープライズ」は舷側砲とマスケット銃で反撃して「トリポリ」の乗り移りを阻止した。この直後に「トリポリ」は2度目の旗を降ろしたため、スターレットは再度銃撃を止めさせて「トリポリ」に「エンタープライズ」を接近させた。このときもラウスはまた旗を揚げさせ、戦闘を再開して「エンタープライズ」への乗り移りを試みた。これに対して「エンタープライズ」は正確な砲撃を行い、「トリポリ」の動きを逸らせることに成功した。交戦が続くとラウスは「エンタープライズ」に鉤を引っ掛けられる範囲に近づけるよう、3度目の降伏の意思表示をしようとした。この時はスターレットも距離を保たせ、「エンタープライズ」の砲口を下げて「トリポリ」の喫水線を狙わせた。これは砲を向けた船を沈める意思があると脅すものであった。次の「エンタープライズ」の舷側砲による砲撃は「トリポリ」に大きな損傷を与え、ミズンマストを折り、「トリポリ」を今にも沈みそうな状態にした。この時点で「トリポリ」では乗組員の多くが戦死するか負傷していた他、ラウスも負傷しており、ここに至ってラウスは国旗を海に投げ入れて再掲揚する意思がないことを示し、スターレットに戦闘が終わったことを納得させた。

## 戦いの後
戦闘の終わった時の「トリポリ」の損傷は激しく、乗組員80名のうち、副艦長を含む30名が戦死しており、ラウス自身を含む30名が負傷していた。アメリカ海軍の完勝に終わったこの戦闘の中で「エンタープライズ」の損失は見かけだけのものであり、人的損失は皆無であった。スターレットは、その与えられていた命令に戦利品を保持する権限が無かったので、大破した「トリポリ」を釈放し、そのままトリポリ港に向かって帰らせた。しかし、釈放する前にマストを切り倒して航行できない状態にしたので「トリポリ」は帆に頼ることができなくなっていた。その後、スターレットは、そのままマルタへの旅を続け、任務である物資を積んだ後に海上封鎖地点に戻った。
「エンタープライズ」が去った後、「トリポリ」はトリポリ港へ帰還する航海を始めた。その途中で「USSプレジデント」に遭遇し、その援助を求めた。ラウスは自艦がチュニスのものであると偽り、フランスの大砲22門搭載艦と交戦して損傷したと伝えた。デイルは、この艦の真の国籍を疑い、ラウスにはコンパスを与えるだけで、母港に戻る道を見出せるようにした。やっとのことでトリポリ港に到着したラウスであったが、当時のトリポリを支配していたパシャであるユスフ・カラマンリから、その無様な負け方を激しく非難され、罰として、指揮権を剥奪された上、雄ロバに後ろ向きに座らされ、羊の腸を巻かれて通りを引き回された後、足の裏を500回叩かれた。
この海戦の結果は、対戦した2国で全く異なる結果を生んだ。トリポリでは、この敗北にラウスに対する厳罰が組み合わされ、市中の士気を著しく落とし、船舶乗組員を徴募しても応募者が大きく減少し、アメリカ合衆国では、全く正反対のことが起こった。アメリカ海軍がトリポリに対して初の勝利を収めたという知らせが到着すると、荒々しい宣伝がそれを囲み、アメリカ合衆国政府は「エンタープライズ」の各乗組員に1か月分の給与をボーナスとして与えた他、スターレットには剣を与えることを認め、昇進を要求して、その栄誉を称えた。勝利を得たアメリカ人に関する想像力豊かな戯曲が書かれ、この戦争に関する士気と熱狂が最高点に達した。しかし、この勝利でも、戦争の遂行においては長く影響が残らなかった。デイルの海上封鎖では港に出入りする船を妨害する効果が無く、パシャのアメリカに対する外交姿勢を変える効果も無かった。デイルの戦隊は1802年に解任され、別にリチャード・モリスが指揮する戦隊が任務に就いたが、戦争は1805年まで続いた。

## この海戦に参加した艦について
この戦いで交戦したトリポリの「トリポリ」とアメリカ海軍の「エンタープライズ」は、ほぼ互角の戦力を有する艦であった。
アメリカ海軍の「エンタープライズ」は1799年に建造されたスクーナーで、乗員90名、搭載大砲12門、排水量135トンであり、擬似戦争のときに就役していた。一方の「トリポリ」は大三角帆、2本マストのポラッカであり、乗員80名、搭載大砲14門の艦であった。「トリポリ」の方が火力で僅かに勝っていたが、乗組員の数では「エンタープライズ」の方が多かった。
また、アメリカ側には、戦いの経緯から急襲という要素があり、トリポリ船よりも大砲操作に関しては経験を積んでもいた。
なお、トリポリ船の方は、敵船に乗り移って船を乗っ取る方法を好む傾向にあった。